# Hanno Kesting
Hanno Kesting (* 12. Dezember 1925 in Buer-Erle; † 23. Mai 1975 in Bochum) war ein deutscher Soziologe.

## Leben
Hanno Kesting erlebte als Wehrpflichtiger die letzten Jahre des Zweiten Weltkriegs und geriet in vierjährige britische Kriegsgefangenschaft. Noch während dieser Zeit begann er ein Studium der Theologie. Nach seiner Entlassung schrieb er sich an der Universität Heidelberg ein, um Soziologie, Geschichte und Philosophie zu studieren. Wie seine Kommilitonen Reinhart Koselleck und Nicolaus Sombart besuchte Kesting das Privatissimum Alfred Webers, geriet jedoch wie diese während dieser Zeit unter den Einfluss Carl Schmitts, der sich in Kestings Dissertation Utopie und Eschatologie. Ein Beitrag zur Geistesgeschichte des 19. Jahrhunderts (1952) niederschlug. Schon darin kommt Kesting auf die Entstehung der modernen Öffentlichkeit zu sprechen, der er auch seine Habilitationsschrift widmen sollte: Im Bewusstsein der Krise habe das humanitäre Pathos der Aufklärung zu einer Moralisierung des Politischen geführt, die den Staat von innen zersetzte und ihm nach und nach die Handlungsfähigkeit raubte. Schmitt hatte Kesting auch die Übersetzung von Karl Löwiths Meaning in History (1949; dt. 1952 als Weltgeschichte und Heilsgeschehen) vermittelt.
Auf den Thesen der Dissertation – einer Kritik der fortschrittsorientierten Geschichtsphilosophie als „Bürgerkriegsphilosophie“ – basierte Kestings „umfangreichstes und wichtigstes Buch“, Geschichtsphilosophie und Weltbürgerkrieg (1959).
Nach seiner Promotion erlebte Kesting eine wechselvolle Karriere. Er arbeitete zunächst an der Sozialforschungsstelle an der Universität Münster und war zeitweise Stadtverordneter der FDP in seinem Wohnort Wetter an der Ruhr. 1957 wurde er als Dozent für Soziologie an die Hochschule für Gestaltung Ulm berufen, verließ Ulm jedoch 1959 und wurde für ein Jahr bei der Frankfurter Rundschau Leiter des Kulturressorts. 1962 wurde Kesting von Arnold Gehlen als Assistent an die Technische Hochschule Aachen berufen. Dort habilitierte er sich mit der Schrift Öffentlichkeit und Propaganda (1966), einem „Anti-Habermas“. Das Werk blieb zu Lebzeiten Kestings ungedruckt, erst 1995 wurde die Habilitationsschrift veröffentlicht.
1968 wurde Kesting als Ordinarius nach Bochum berufen, wurde aber „seines Lehramtes […] nie recht froh“. Er rieb sich auf in Auseinandersetzungen mit der studentischen Linken; auch Kollegen hatten Vorbehalte seiner politischen Einstellung wegen und legten ihm sogar nahe, den Ruf abzulehnen.
Kesting starb 1975 vorzeitig.
Hanno Kesting war Bruder der Literaturwissenschaftlerin Marianne Kesting.

## Schriften
- Utopie und Eschatologie. Ein Beitrag zur Geistesgeschichte des 19. Jahrhunderts. Dissertation, Heidelberg 1952.
- mit Heinrich Popitz, Hans Paul Bahrdt und Ernst August Jüres: Das Gesellschaftsbild des Arbeiters.  Soziologische Untersuchungen in der Hüttenindustrie. Mohr, Tübingen 1957.
- Geschichtsphilosophie und Weltbürgerkrieg.  Deutungen der Geschichte von der Französischen Revolution bis zum Ost-West-Konflikt. Winter, Heidelberg 1959.
- Herrschaft und Knechtschaft. Die soziale Frage und ihre Lösungen. Rombach, Freiburg 1973, ISBN 3-7930-0977-7.
- Öffentlichkeit und Propaganda. Zur Theorie der öffentlichen Meinung. Habilitationsschrift 1966. San-Casciano-Verlag, Bruchsal 1995, ISBN 3-928906-04-6.